# 特雷朗 (洛泽尔省)
特雷朗（法語：Trélans）是法国洛泽尔省的一个市镇，属于芒德区（Mende）圣日尔曼迪泰县（Saint-Germain-du-Teil）。该市镇总面积23.35平方公里，2009年时的人口为103人。

## 人口
特雷朗人口变化图示